# Gro Harlem Brundtland
Gro Harlem Brundtland (phát âm tiếng Thụy Điển: [ɡruː hɑːɭɛm brʉntlɑnː] ⓘ), sinh ngày 20.4.1939 tại Bærum, Oslo là thầy thuốc, nhà ngoại giao, chính trị gia thuộc Đảng Lao động Na Uy và nhà lãnh đạo quốc tế về Phát triển bền vững và Y tế công cộng.
Bà đã làm Thủ tướng Na Uy 3 nhiệm kỳ (1981, 1986–89, 1990–96), và làm tổng giám đốc Tổ chức Y tế Thế giới. Hiện nay bà làm đặc phái viên về biến đổi khí hậu cho Tổng Thư ký Liên Hợp Quốc Ban Ki-moon. Năm 2008 bà được trao tặng Huy chương Thomas Jefferson về Kiến trúc.

## Sự nghiệp quốc nội
Sinh tại Oslo, là con gái của Gudmund Harlem, Brundtland đậu bằng bác sĩ y khoa tại Đại học Oslo năm 1963, và bằng thạc sĩ y tế công cộng tại Đại học Harvard năm 1965. Từ năm 1966 tới 1969, bà làm bác sĩ tại "Tổng nha Y tế Na Uy" (Helsedirektoratet), và từ năm 1969 làm bác sĩ trong Cơ quan chăm sóc sức khỏe các trường công của Oslo. 
Từ năm 1974 tới 1979 bà làm Bộ trưởng Bộ Môi trường; từ tháng 2 tới tháng 10 năm 1981 bà trở thành nữ thủ tướng Na Uy đầu tiên và duy nhất tính tới ngày nay.

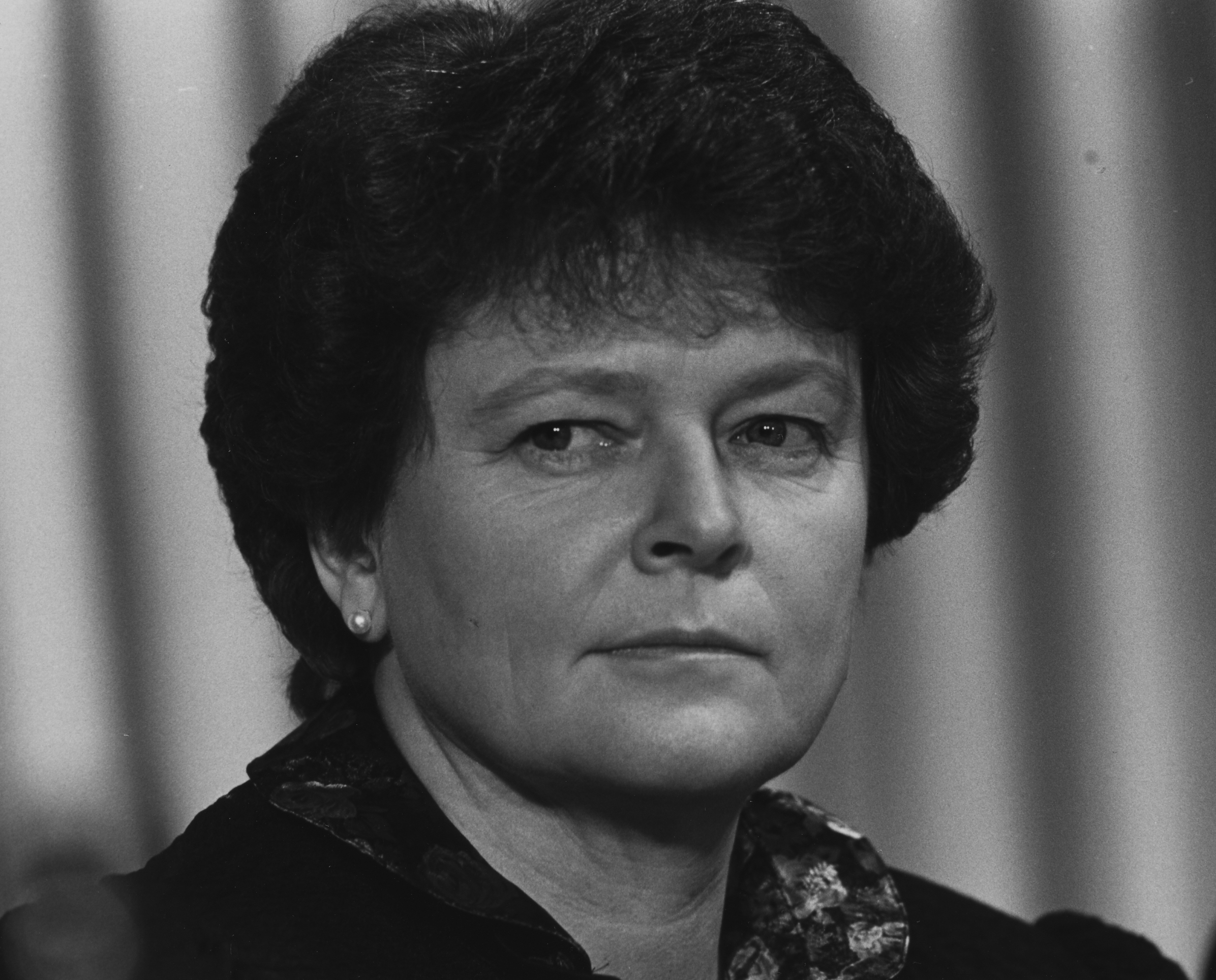
Brundtland tại cuộc họp thường niên của Diễn đàn Kinh tế thế giới năm 1989

Sau đó bà làm thủ tướng Na Uy 2 nhiệm kỳ liên tiếp: nhiệm kỳ đầu từ ngày 9.5.1986 tới ngày 16.10.1989. Nội các này nổi tiếng quốc tế về tỷ lệ nhiều nữ bộ trưởng: 8 nữ bộ trưởng trong tổng số 18 bộ trưởng. Nhiệm kỳ thủ tướng thứ hai từ ngày 3.11.1990 tới ngày 25.10.1996, sau đó bà từ nhiệm và rút lui khỏi chính trường Na Uy, và được Thorbjørn Jagland kế vị. Trước đó, năm 1992 bà đã từ chức đảng trưởng Đảng Lao động Na Uy 
Gro Harlem Brundtland là thành viên của Human-Etisk Forbund (Hiệp hội tộc người Na Uy), một Hiệp hội nhân bản của Na Uy. 
Bà cũng là viện sĩ Viện hàn lâm Khoa học Na Uy.

## Sự nghiệp quốc tế
Năm 1983, Brundtland được Tổng Thư ký Liên Hợp Quốc thời đó Javier Pérez de Cuéllar mời thiết lập và làm chủ tịch Ủy ban Thế giới về Môi trường và Phát triển (WCED), thường được gọi là Ủy ban Brundtland, có nhiệm vụ triển khai ý niệm chính trị rộng rãi về sự phát triển bền vững trong quá trình nghe ý kiến của quảng đại quần chúng. Tháng 4 năm 1987, ủy ban đã phát hành bản báo cáo Our Common Future (Tương lai chung của chúng ta) cung cấp lực thúc đẩy cho Hội nghị thượng đỉnh Trái Đất (Earth Summit) năm 1992 do Maurice Strong, một người đã từng là thành viên nổi tiếng của ủy ban, chủ trì. Ủy ban Brundtland cũng cung cấp lực thúc đẩy cho Agenda 21
Bà được bầu làm Tổng giám đốc Tổ chức Y tế Thế giới trong tháng 5 năm 1998. Trong cương vị này, bà đã đưa ra một phương pháp tiếp cận sâu rộng đến sức khỏe cộng đồng, thành lập một Ủy ban Kinh tế vĩ mô và Sức khỏe (Commission on Macroeconomics and Health), dưới sự chủ trì của Jeffrey Sachs, và nêu ra tệ nạn bạo lực là một vấn đề chủ yếu của sức khỏe công cộng.
Brundtland dẫn đầu phong trào - nay lan rộng trên toàn thế giới - nhằm khuyến khích mọi người bỏ hút thuốc lá bằng cách giáo dục, thuyết phục, và tăng thuế thuốc lá. Dưới sự lãnh đạo của bà, Tổ chức Y tế Thế giới là một trong số cơ quan đầu tiên tuyển dụng nhân viên với điều kiện không nghiện hút thuốc lá.
Năm 2003 bà được tạp chí Scientific American công nhận là 'Nhà lãnh đạo Chính sách của Năm' cho việc phối hợp một phản ứng nhanh trên toàn thế giới để ngăn chặn sự bùng phát của Hội chứng hô hấp cấp tính nặng (SARS).
Ngày 21.7.2002 bà được Jong-Wook Lee kế vị. Năm 1994, Bà được trao Karlspreis (giải Karl đại đế) của thành phố Aachen.
Năm 2006 Brundtland là một thành viên của "Ban những Người xuất sắc" xem xét công việc của Hội nghị Liên Hợp Quốc về Thương mại và Phát triển (UNCTAD). Tháng 5 năm 2007, Tổng Thư ký Liên Hợp Quốc Ban Ki-moon bổ nhiệm bà cũng như Ricardo Lagos (cựu tổng thống Chile), và Han Seung-soo (cựu bộ trưởng ngoại giao của Hàn Quốc) làm Đặc phái viên Liên Hợp Quốc về vấn đề Biến đổi Khí hậu.
Những hoạt động chính trị mang dấu ấn Brundtland đã được Arne Olav Brundtland - chồng bà - biên soạn theo niên đại trong 2 quyển sách bán chạy: Married to Gro (ISBN 82-516-1647-6) và Still married to Gro (ISBN 82-05-30726-1).
Năm 2007, Bruntlandt làm cố vấn cho hãng sản xuất nước ngọt Pepsi.
Gro Harlem Brundtland là thành viên của Hội đồng Phụ nữ lãnh đạo thế giới, một mạng lưới quốc tế gồm các đương kim và cựu nữ tổng thống và nữ thủ tướng có nhiệm vụ huy động hành động tập thể về các vấn đề có tầm quan trọng sống còn đối với phụ nữ và phát triển công bằng hợp lý.
Brundtland cũng là thành viên Câu lạc bộ Madrid, một tổ chức độc lập gồm các nhà cựu lãnh đạo các quốc gia dân chủ, có mục đích củng cố việc cai trị và lãnh đạo cách dân chủ.
Brundtland làm phó chủ tịch tổ chức The Elders (Những người già), một nhóm nhà lãnh đạo thế giới do Nelson Mandela, Graça Machel và Desmond Tutu tập họp nhằm giải quyết một số vấn đề khó khăn nhất của thế giới. Mandela đã loan báo sự ra đời của nhóm này vào ngày 18.7.2007 ở Johannesburg, Nam Phi. Brundtland đã tích cực hoạt động trong tổ chức "The Elders", tham gia rộng rãi những sáng kiến của nhóm. Bà đã du hành cùng các phái đoàn "The Elders" tới Cộng hòa Síp, bán đảo Triều Tiên, Ethiopia, Ấn Độ và vùng Trung Đông. Bà cũng tham gia vào sáng kiến của "The Elders" về xóa bỏ tục lệ tảo hôn, trong đó có việc thiết lập Girls Not Brides: The Global Partnership to End Child Marriage.

### Kế hoạch ám sát của Breivik
Brundtland đã kịp thoát chết trong cuộc ám sát của Anders Behring Breivik ngày 22.7.2011. Bà đã tới đảo Utøya mấy giờ trước khi xảy ra cuộc tàn sát để đọc bài diễn văn trước trại hè của Liên đoàn Thanh niên Lao động Na Uy.
Breivik nói rằng ban đầu anh ta định nhắm vào Brundtland như mục tiêu chính của cuộc tấn công (cùng với Eskil Pedersen và Jonas Gahr Støre), nhưng anh ta đã bị chậm trễ khi di chuyển từ Oslo. Breivik tới đảo Utøya khoảng 2 giờ sau khi Brundtland đã rời đảo.
Trong phiên tòa xét xử Anders Behring Breivik năm 2012, Breivik đã tiết lộ kế hoạch ám sát chi tiết đối với Brundtland. Anh ta khai trước tòa là đã lập kế hoạch khóa tay bà rồi sau đó đọc và thâu âm bản chi tiết luận tội bà do anh ta đã chuẩn bị sẵn, cuối cùng chặt cổ bà bằng lưỡi lê có thu hình vào máy quay phim rồi phát lên mạng internet. Breivik nói rằng ngoài Brundtland là mục tiêu chính, anh ta cũng có kế hoạch tàn sát mọi người trên đảo.

## Đời tư
Bà kết hôn với Arne Olav Brundtland ngày 9.12.1960. Họ có bốn người con, một người con nay đã chết. Họ có một ngôi nhà ở miền nam Pháp. Brundtland nói rằng mình bị chứng "dị ứng điện từ" (electromagnetic hypersensitivity) gây ra sự nhức đầu mỗi khi có ai dùng điện thoại di động bên cạnh bà.

## Vấn đề sức khỏe
Brundtland đã bị giải phẫu bệnh ung thư tử cung năm 2002 tại Bệnh viện của Đại học Ullevål. Năm 2008 người ta được biết là năm 2007 bà đã được điều trị 2 lần ở bệnh viện Ullevål, do công quỹ đài thọ. Do trước đây bà đã thông báo cho chính quyền biết mình chuyển nơi cư trú sang Pháp, không còn quyền hưởng an sinh xã hội của Na Uy. Do sự chú ý của phương tiện truyền thông quanh vấn đề này, Brundtland đã quyết định chuyển địa chỉ cư ngụ trở lại Na Uy và loan báo sẽ tự trả tiền các đợt điều trị bệnh của mình.

## Giải thưởng
- 1988 Giải Indira Gandhi
- 1994 Karlspreis (Giải Karl đại đế) của thành phố Aachen
- 2008 Huy chương Thomas Jefferson về Kiến trúc.[2]

## Tác phẩm
- Gro Harlem Brundtland: Mitt liv: 1939-1986. Gyldendal (1997) ISBN 82-05-24869-9
- Gro Harlem Brundtland: Dramatiske år: 1986-1996. Gyldendal (1998) ISBN 82-05-25405-2